# 圣胡利安-德比拉托尔塔
圣胡利安-德比拉托尔塔，是西班牙加泰罗尼亚巴塞罗那省的一个市镇。总面积16平方公里，总人口3076人（2013年），人口密度193人/平方公里。